# San Juan del Reparo Sur
San Juan del Reparo Sur es una localidad del estado mexicano de Guerrero. Es parte del municipio de Juan R. Escudero.

## Toponimia
El nombre «San Juan» hace referencia al santo patrono de la localidad: Juan el Bautista.

## Demografía
| Censo | Población |
| ----- | --------- |
| 2000  | 1 053     |
| 2010  | 1 015     |
| 2020  | 1 126     |